# Santa Cruz de Mao
Santa Cruz de Mao, auch als Mao bekannt, ist eine Stadt in der Dominikanischen Republik. Sie ist der Hauptort der Provinz Valverde und hat 49.714 Einwohner (Zensus 2010) in der städtischen Siedlung. In der Gemeinde Mao leben 76.863 Einwohner.

## Geschichte
Die meiste Zeit ihrer Geschichte wurde die Region „El Despoblado“ genannt; das bedeutet eine Region ohne jegliche Bevölkerung, weil es eine sehr trockene Region ist und Landwirtschaft nicht möglich war.
Als der Gouverneur der spanischen Kolonie 1606 den Befehl gab, dass alle, die an der Nordküste lebten, ins Landesinnere ziehen mussten, kamen einige Personen, die um das heutige Mao herum lebten. Sie hatten Vieh, das in einer Hato gezüchtet wurde. Hato bedeutet eine große Farm zur Viehzucht (eine Ranch), und so leiten sich die Namen vieler Orte um Mao von diesem Wort ab: Hatico, Hato del Yaque, Hato Nuevo, Hato Viejo, Hato del Medio.
Die Stadt Mao wurde in der Nähe der Mündung des Río Mao in den Río Yaque del Norte errichtet. Die erste katholische Kirche wurde im Jahr 1869 gebaut. Mao wurde 1882 in die Kategorie der Gemeinde erhoben, und 1904 wurde der offizielle Name in „Valverde“ geändert, nach José Desiderio Valverde, dem ehemaligen Präsidenten der Dominikanischen Republik. Da der Name Mao jedem bekannt war und Valverde ein neuer Name war, nannten die Leute die Stadt „Valverde (Mao)“, und dieser Name ist heute noch üblich.
Als die Provinz Valverde 1959 geschaffen wurde, wurde Mao zu ihrer Hauptgemeinde und Provinzhauptstadt gemacht.

## Klima
Im Gegensatz zur feuchten Nordküste der Dominikanischen Republik liegt Mao in einem geschützten Tal und hat, wie der südliche Küstenstreifen von Hispaniola, ein heißes, halbtrockenes Klima.

## Wirtschaft
Die Hauptwirtschaftsaktivität der Provinz ist die Landwirtschaft; die wichtigsten Produkte der Gemeinde sind Reis, Bananen und Kochbananen.